# Фрідберг (Баварія)
Фрідберг (нім. Friedberg) — місто в Німеччині, знаходиться в землі Баварія. Підпорядковується адміністративному округу Швабія. Входить до складу району Айхах-Фрідберг.
Площа — 81,20 км2. Населення становить 29 916 ос. (станом на 31 грудня 2020).